# Brenzikofen
Brenzikofen ist eine politische Gemeinde im Verwaltungskreis Bern-Mittelland des Kantons Bern in der Schweiz.

## Geographie
Brenzikofen liegt auf 583 m ü. M., 7 km nördlich der Stadt Thun (Luftlinie). Das Dorf erstreckt sich am Westfuss der Falkenflue in einer breiten Talmulde, welche durch den Riegel des Oppligenberglis vom übrigen Aaretal getrennt ist, im voralpinen Hügelland.
Die Fläche des 2,2 km² grossen Gemeindegebiets umfasst einen Abschnitt des Aaretals zwischen Bern und Thun. Die westliche Grenze verläuft auf dem Riegel, der sich vom Oppligenbergli nach Süden erstreckt. Von hier reicht der Gemeindeboden ostwärts über die fast 1 km breite Mulde von Brenzikofen und über den waldbedeckten Steilhang bis auf den Bürglen, einen Vorberg der Falkenflue, auf dem mit 860 m ü. M. der höchste Punkt von Brenzikofen erreicht wird. Nach Süden erstreckt sich das Gebiet bis an die Rotache, die hier aus einem Kerbtal in die Aareebene hinaustritt. Von der Gemeindefläche entfielen 1997 8 % auf Siedlungen, 36 % auf Wald und Gehölze, 55 % auf Landwirtschaft, und etwas weniger als 1 % war unproduktives Land.
Zu Brenzikofen gehören die Siedlungen Boden (592 m ü. M.) an der Rotache am Südrand der Talmulde von Brenzikofen und Bälliz (620 m ü. M.) am unteren Westhang der Falkenflue sowie einige Einzelhöfe. Nachbargemeinden von Brenzikofen sind Herbligen, Oberdiessbach, Fahrni, Heimberg und Oppligen.

## Geschichte
Die erste urkundliche Erwähnung des Ortes erfolgte 1236 unter dem Namen Brenzichovin. Später erschienen die Bezeichnungen Brencechoven (1259), Brenzkofen (1302) und Brenzikoven (1317). Der Ortsname geht auf den althochdeutschen Personennamen Brantio zurück. Mit der Namensendung -igkofen bedeutet er so viel wie bei den Höfen der Leute des Brantio, wobei so genannte Aussiedlerhöfe gemeint sind.
Im Mittelalter unterstand Brenzikofen der Herrschaft Diessbach, aber auch Familien aus Bern und Thun hatten reichen Grundbesitz auf dem Gemeindegebiet. Die Oberhoheit gehörte zunächst den Grafen von Kyburg, gelangte aber Ende des 14. Jahrhunderts an Bern. Ab 1471 gehörte Brenzikofen zum Freigericht Steffisburg, bevor es 1652 an das Amt Thun kam. Die Hohe Gerichtsbarkeit lag unter Berner Herrschaft stets beim Landgericht Konolfingen. Nach dem Zusammenbruch des Ancien Régime (1798) gehörte Brenzikofen während der Helvetik zum Distrikt Steffisburg und ab 1803 zum Oberamt Konolfingen, das mit der neuen Kantonsverfassung von 1831 den Status eines Amtsbezirks erhielt.

## Bevölkerung
Mit 513 Einwohnern (Stand 31. Dezember 2023) gehört Brenzikofen zu den kleinen Gemeinden des Kantons Bern. Von den Bewohnern sind 99,0 % deutschsprachig, und 0,2 % sprechen Englisch (Stand 2000). Die Bevölkerungszahl von Brenzikofen belief sich 1850 auf 337 Einwohner, 1900 auf 392 Einwohner. Im Verlauf des 20. Jahrhunderts pendelte die Bevölkerungszahl stets im Bereich zwischen 320 und 360 Personen. Seit 1980 (328 Einwohner) wurde eine deutliche Bevölkerungszunahme verzeichnet.

## Politik
Bei den Nationalratswahlen 2023 betrugen die Wähleranteile in Brenzikofen (in Klammern die Veränderung im Vergleich zu den Wahlen 2019 in Prozentpunkten): SVP 48,82 % (+2,18), glp 9,82 % (+1,35), SP 8,80 % (+3,80), EVP 7,13 % (+1,90), EDU 6,53 % (+3,28), Grüne 5,29 % (−3,27), Mitte 5,22 % (−4,74), FDP 5,03 % (−3,67), Weitere 3,36 % (−0,85).

## Wirtschaft
Brenzikofen war bis in die zweite Hälfte des 20. Jahrhunderts ein vorwiegend durch die Landwirtschaft geprägtes Dorf. Noch heute haben die Milchwirtschaft und die Viehzucht einen gewissen Stellenwert in der Erwerbsstruktur der Bevölkerung. Weitere Arbeitsplätze sind im lokalen Kleingewerbe und im Dienstleistungssektor vorhanden. Seit 1983 befindet sich in Brenzikofen das zentrale Armeeverpflegungsmagazin. In den letzten Jahrzehnten hat sich das Dorf zu einer Wohngemeinde entwickelt. Viele Erwerbstätige sind deshalb Wegpendler, die hauptsächlich in Thun und in den grösseren Ortschaften des Aaretals arbeiten.

### Verkehr
Die Gemeinde ist verkehrstechnisch recht gut erschlossen. Sie liegt an einer Verbindungsstrasse von Heimberg nach Oberdiessbach. Der nächste Anschluss an die Autobahn A6 (Bern–Thun) befindet sich rund 4 km vom Ortskern entfernt. Am 21. Juli 1899 wurde die Eisenbahnlinie von Hasle-Rüegsau nach Thun mit einem Bahnhof in Brenzikofen in Betrieb genommen.

## Sehenswürdigkeiten
Im alten Ortskern sind charakteristische Bauernhäuser des bernischen Landstils aus dem 17. bis 19. Jahrhundert erhalten. Brenzikofen besitzt keine eigene Kirche, es gehört zur Pfarrei Oberdiessbach. Auf dem Bürglen sind Überreste des Erdwerks der ehemaligen Burg Diessenberg (Stammsitz der Herren von Diessbach) aus dem frühen 13. Jahrhundert sichtbar.

## Partnerschaften
Seit 1994 unterhält Brenzikofen eine Partnerschaft mit der Gemeinde Vyskytná in Tschechien.

## Persönlichkeiten
- Ernst Streit (1909–1955), Maler und Grafiker
- Willy Habegger (1918–2002), Hufschmied, Schlosser und Fabrikant